# 브루노 콘티
브루노 콘티(이탈리아어: Bruno Conti ˈbruːno ˈkonti[*], 1955년 3월 13일, 라치오 주 네투노 ~)는 이탈리아의 전직 축구 선수이자 감독이다. 그는 현재 로마 유소년부의 장이다.
현역 시절 내내 콘티는 측면을 맡았고, 1970년대에 제노아에 2년 임대된 것을 제외하고 로마에서 활동했다. 그는 측면 선수로는 이탈리아 축구 역대 최고의 선수로 평가된다. "로마 시장"으로 수식되는 콘티는 구단 역사의 중요 인물로, 이탈리아 수도에서 현역으로 활동하던 시절에 리그 우승을 1번, 코파 이탈리아 우승을 5번 거두었다.
그는 이탈리아 국가대표팀에서도 활약했는데, 1982년 월드컵의 우승 주역이었고, 1986년 월드컵에도 참가했다.

## 유년 시절
로마 도의 네투노 군(comune) 출신으로, 콘티는 7남매의 가정 출신으로, 유년 시절에 야구도 했었다. 그의 부친 안드레아 콘티는 벽돌공이었다.

## 클럽 경력
콘티는 현역 시절 전부를 제노아 소속으로 1975-76 시즌(당시 세리에 B 우승을 거두었다)과 1978-79 시즌에 2년 임대를 간 것을 제외하고 로마에서 보냈다. 그는 1972년부터 1974년까지 로마의 유소년부에서 활약하다가 1974년 2월 10일에 닐스 리드홀름 감독의 지시로, 19세의 나이에 토리노와의 1973-74 시즌 경기에서 성인 무대 세리에 A의 첫 경기를 치렀고, 안방에서 열린 이 경기는 0-0 무승부로 끝났다. 그는 신예 시절에 여러 프로 구단의 스카우트 제의를 받았는데, 이는 엘레니오 에레라 로마 감독이 그의 재능에도 불구하고 체구가 왜소해서 정상급 선수로 발돋움하기 어렵다고 생각했기 때문이었다.
로마 시절, 콘티는 7번 유니폼을 착용한 것으로 알려져 있으며, 우측면의 핵심으로 1982-83 시즌에 작은 방패를 획득하는데 큰 공을 세웠고, 1979년부터 1991년까지 5번의 코파 이탈리아 우승을 거두었다. 그는 로마가 1984년 유러피언컵 결승전을 오를 때에도 큰 공을 세웠지만, 리버풀과의 결승전에서 주자로 나서 실축했고, 소속 구단도 준우승에 만족해야만 했다. 그는 로마와의 마지막 시즌에 UEFA컵 결승전 진출에도 공을 세웠고, 같은 해 자신의 마지막 코파 이탈리아도 우승했다.
현역 시절 로마에서의 활약상으로, 콘티의 별명은 "로마 시장"이었다. 그는 2012년에 다른 10명의 전설들과 함께 로마 명예의 전당에도 헌액되었다.

## 국가대표팀 경력

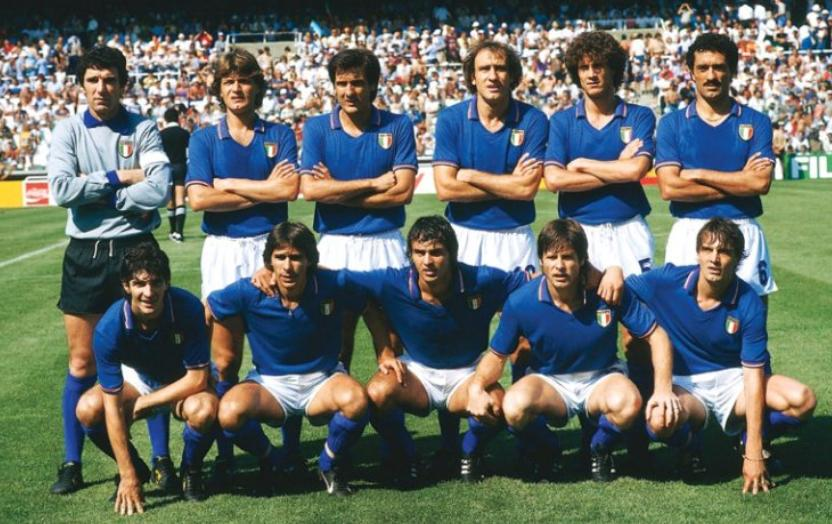
1982년, 이탈리아 국가대표팀의 콘티 (앞줄 왼쪽 2번째)

콘티는 1980년 10월 11일, 2-0으로 이긴 룩셈부르크와의 경기에서 이탈리아 성인 국가대표팀 신고식을 치렀다. 그는 1980년 11월 15일, 토리노에서 열린 유고슬라비아와의 1982년 월드컵 예선전 안방 경기에서 첫 국가대표팀 득점을 기록했다. 이탈리아 국가대표팀 주전으로 거듭난 그는 노련하며, 같은 역할을 맡고 경기방식이 유사했던 국가대표팀 선배 카우시오의 뒤를 이을 선수로 각광받았다.
콘티는 스페인에서 열린 1982년 월드컵에서 이탈리아 국가대표팀의 우승 주역으로, 모든 경기에 출전했고, 페루와의 1차 조별 리그 경기에서는 득점도 올렸다. 서독과의 결승전에서는 31분만에 경고를 받았지만, 마르코 타르델리의 추가골로 연결했고, 혼자서 이탈리아의 쐐기골을 창출했는데, 독일 수비진 우측을 중앙선부터 들어가 허물고 알레산드로 알토벨리에 공을 배급하였고, 알토벨리에 이어진 공은 81분에 위쪽 골망을 흔들었다. 그는 앞서 이탈리아의 페널티 킥을 유도하기도 했지만, 이는 카브리니가 실축하면서 날렸다. 이탈리아는 이 경기에서 3-1 완승을 거두고 통산 3번째 월드컵 우승을 달성했다. 콘티는 이 대회에서의 활약상으로 대회의 선수단에 이름을 올렸다. 속도, 우아함, 창의력, 영향력, 그리고 기술력을 선보여 "마라-지쿠"(Mara-Zico)라는 별칭이 월드컵 기간에 붙었다.(마라도나와 지쿠에서 빗댄 별명) 대회 종료 후, 펠레는 콘티가 대회 최고의 선수였다고 평했고, 그가 세계 최고로 손꼽힐 선수였다고 덧붙였다.
콘티는 유로 1984 본선행 실패에도 불구하고 1980년대에 계속해서 국가대표팀 주축 선수로서의 지위를 유지했다. 콘티는 1986년 월드컵 본선에도 이탈리아의 주전 선수로 활약했다. 이탈리아가 16강에서 탈락하면서, 그는 엔초 베아르초트의 국가대표팀 감독 사표 제출에 따라 자신의 국가대표팀 은퇴를 선언했다. 그는 1980년에서 1986년 사이 이탈리아 국가대표팀 경기에 47번 출전해 5골을 기록했다.

## 은퇴 후
은퇴 후, 콘티는 로마 유소년부의 기술진 일원으로 남았다. 2004-05 시즌에 루이지 델네리 감독이 떠난 후, 그는 구단의 유소년부 감독에서 1군 감독으로 올라섰다. 콘티는 당시 정식 감독 면허가 없지만, 구단의 당시 존경 받던 거물이었으며, 월드컵 우승 주역은 세리에 A 감독 면허를 따는데 시험으로부터 면제가 되었기에 가능한 일이었다. 그는 로마를 코파 이탈리아 결승전과 UEFA컵 진출로 이끌었다. 그는 단기간으로 대행 감독 역할을 마치고 후임 감독으로 루차노 스팔레티를 임명했다.
콘티는 이후 로마의 단장(Direttore tecnico)를 맡았고, 이후에는 유소년 개발부장(Responsabile del Settore Giovanile)을 맡고 있다.
콘티는 축구 전자 오락 FIFA 14의 고전 선수단원으로 등장하는데 - 다국적 거성 선수단에 같은 이탈리아인인 자친토 파케티, 잔니 리베라, 그리고 프란코 바레시와 함께 등장한다.

## 경기 방식
주로 공격진에서 측면 공격수나 미드필더를 맡는 콘티는 전성기에 세계에서 손꼽히는 선수로, 이탈리아에서도 손꼽히는 측면 선수로, 혹자들에게는 이탈리아의 최고 우측면으로 평가받는다. 왼발잡이임에도, 그는 양쪽 측면에서 활약할 수 있었고, 중원에서 공격형 미드필더를 맡기도 했는데, 주로 우측의 중원 외곽에 배치되었다. 신체조건이 작은 측면 선수로, 호리호리한 체구의 콘티는 빠르고, 민첩하며, 역동적이고, 창의적이며, 근면한 선수로, 기술력이 우수하며, 주력 있고, 공몰이 능력에 두각을 나타내며, 시야, 공넘김, 그리고 공배급을 통해 동료의 기회를 창출하고 중요한 도움 제공원이기도 했으며, 플레이메이커로 최적화되어 있었다. 눈에 띄는 속도, 체력, 제어력, 우아함, 그리고 양 발을 다재다능하게 다룰 수 있다는 점으로 인해 그는 주력으로 선수들을 쉽게 제치고 헛다리집기 같은 기술로 상대 선수를 쉽게 농락했다. 전술적 이지도도 있어, 그는 위치 선정에도 일가견이 있는데, 그는 측면을 질주하여 견제를 뚫고 공을 동료에게 배급할 수 있었다. 비록 현역 시절 대게 많은 득점을 올리지 못했지만, 보다 창의적인 역할을 맡았고, 양 발로 강력하고 정확하게 골문을 강타할 수 있었다. 유소년 시절 조숙한 선수였던 콘티는 이탈리아 역사상 당대 최고의 선수로 발돋움했고, 로마 역사상 최고의 선수로도 꼽힌다.

## 사생활
콘티는 라우라를 배우자로 맞이해 슬하에 다니엘레와 안드레아 두 아들을 두었고, 모두 전직 축구 선수들이다. 작은아들 다니엘레의 아들이자 그의 손자인 브루노 콘티 2세는 현재 칼리아리 유소년부 소속이다.

## 수상
제노아
- 세리에 B: 1975–76

로마
- 세리에 A: 1982–83
- 코파 이탈리아: 1979–80, 1980–81, 1983–84, 1985–86, 1990–91

이탈리아 국가대표팀
- 월드컵: 1982[27]

개인
- 로마 명예의 전당: 2012[9]
- 이탈리아 축구 명예의 전당: 2017[28]